# Grzegorz W. Komorowski
Grzegorz Wacław Komorowski (ur. 1959 w Warszawie, zm. 5 sierpnia 2010 tamże) – polski rysownik, ilustrator fantasy i science fiction, a także artysta plastyk uprawiający surrealizm.

## Życiorys
Komorowski urodził się w 1959 roku w Warszawie. W 1979 roku ukończył liceum plastyczne. Początkowo pracował jako rzemieślnik. Pierwsza praca artystyczna ukazała się na łamach miesięcznika „Nowa Fantastyka” w 1986 roku. W tym samym roku PSMF przyznało mu doroczną nagrodę Złotą sepulkę w kategorii debiut. Z miesięcznikiem „Nowa Fantastyka” był później związany przez lata, jego rysunki ilustrowały dziesiątki opowiadań fantasy, science fiction oraz gatunków pokrewnych. Stworzył również okładki licznych książek fantastycznych, wiele także wzbogacił swoimi ilustracjami. Rysownik współpracował z wydawnictwem Sfera, dla którego wykonywał oprawę graficzną popularnych w latach dziewięćdziesiątych gier planszowych. Jest także współautorem dwóch komiksów.
Inne dzieła autora to monochromatyczne rysunki oraz kolorowe obrazy olejne, które przypisać możemy do nurtów nadrealizmu i symbolizmu.
Zmarł w 2010 roku.

## Ilustracje gier planszowych
Prawdopodobnie najbardziej znanym dziełem Grzegorza Komorowskiego jest sporządzenie oprawy graficznej pierwszej edycji gry planszowej Magia i Miecz, będącej polską wersją gry Talisman. Rysunki Komorowskiego spotkały się z przychylnym przyjęciem przez polskich odbiorców, którzy powszechnie uznali je za ciekawsze od tych z oryginalnego, anglojęzycznego wydania Games Workshop.
Komorowski wykonał również ilustracje do mniej popularnych gier planszowych Wikingowie oraz Władca Pierścieni.

## Okładki oraz ilustracje książek
Prace Grzegorza W. Komorowskiego stanowią graficzną oprawę wielu książek o tematyce fantastycznej, czasem w formie ilustracji (np. zbiór opowiadań Królowa Alimor Tomasza Bochińskiego i Wojciecha Bąka), czasem w formie grafik i/lub okładek (Sen o Złotym Cesarstwie i Kurierzy Galaktycznych Szlaków Tomasza Bochińskiego, Ostateczeni Henryka Wiatrowskiego, Prawo Sępów Feliksa W. Kresa, Krach operacji "Szept Tygrysa" Eugeniusza Dębskiego, Planeta Śmierci 2 Harrego Harrisona, Skarby Stolinów Rafała A. Ziemkiewicza, Nic oprócz pieśni Ewy Siarkiewicz, Miau! Leszka Lachowieckiego).

## Komiks
Grzegorz Komorowski jest autorem publikowanego na łamach Nowej Fantastyki komiksu Wilcza Klątwa do scenariusza Rafała Ziemkiewicza, a także stworzonego wraz z Tomaszem Bochińskim albumu Rycerze Ziem Jałowych (1990 r.).

## Scenografia
Komorowski współtworzył scenografię do filmów Pan Kleks w Kosmosie w reżyserii Krzysztofa Gradowskiego oraz Whao autorstwa Jerzego Łukaszewicza.

## Wystawy[4]
- 1986: zbiorowa wystawa rysunkowych prac fantasy w Zielonej Górze,
- 1987: zbiorowa wystawa „Ostrowskie dni fantastyki” w Ostrowie Wielkopolskim i
- 1987: indywidualna wystawa ilustracji i rysunków o tematyce fantastycznej w Moskwie,
- 1988: wystawa w Bratysławie oraz w tym samym roku  w Brukseli,
- 1989: wystawa indywidualna w Warszawie,
- 1989: wystawa indywidualna w Toronto,
- 1990: wystawa indywidualna w Jerozolimie,
- 1991: wystawa indywidualna w  Grudziądzu,
- 1994: wystawa indywidualna w Warszawie,
- 1997:wystawa indywidualna w Warszawie,
- 1999: wystawa w podwarszawskim Aninie,
- 2002:wystawa w Ośrodku Kultury Filii D.K. „KADR” w Warszawie,
- 2003: wystawa Magdaleny Rytel i Grzegorza Komorowskiego w Łazienkach Królewskich w Warszawie,
- 2003: wystawa zbiorowa malarstwa, grafiki i rzeźby w Starej Kordegardzie w Łazienkach Królewskich w Warszawie,
- 2004:wystawa zbiorowa w Warszawie,
- 2005:wystawa zbiorowa w Warszawie,
- 2011: indywidualna wystawa w Domu Artysty Plastyka w Warszawie.
- 2015: Galeria Łącznik w Warszawie[4]